# Budziska (Latowicz)
Pour les articles homonymes, voir Budziska.
Budziska (prononciation : [buˈd͡ʑiska]) est un village polonais de la gmina de Latowicz dans le powiat de Mińsk de la voïvodie de Mazovie dans le centre-est de la Pologne.
Le village compte approximativement une population de 173 habitants en 2010.

## Histoire
De 1975 à 1998, le village appartenait administrativement à la voïvodie de Siedlce.